# Warhammer 40,000: Dawn of War II
Warhammer 40,000: Dawn of War II is een real-time tactics computerspel ontwikkeld door Relic Entertainment en uitgegeven in Europa op 20 februari 2009 door THQ. Het spel is het vervolg op Warhammer 40,000: Dawn of War.

## Gameplay

### Campagne
Tijdens de campagne bestuurd de speler een groep Space Marines. Deze campagne kan singleplayer en co-op gespeeld worden. Een missie begint in de ruimte waar de speler een planeet moet kiezen om een missie op te doen. Er bestaan een aantal planeten in meerdere stelsels. Sommige van deze missies zijn tijdsgebonden en moeten gedaan worden binnen een aantal ingame dagen. Worden deze niet op tijd gedaan, dan kan dit negatieve gevolgen hebben voor het verhaal.
Wanneer er op een planeet geland wordt krijgt de speler over van tevoren vastgestelde eenheden die horen bij de Space Marines. Op de planeet moeten dan een aantal doelen behaald worden om de missie succesvol af te ronden. Tussen de speler en de doelen in staan echter vijanden, als Orks, Tyranids (een ras van alien monsters) en de Eldar (afstammelingen van de elven).

### The Last stand
De last stand werd pas beschikbaar op 24 oktober 2009. In deze modus kan de speler een Space Marine, Ork of Eldar worden en moet samen met twee andere spelers veel golven van computergestuurde vijanden overleven. Na de uitgave van de Chaos Rising uitbreiding, kon de speler hier ook spelen als Tyranid en Chaos Space Marine (de slechte, corrupte variant van een Space Marine).

### Skirmish
In Skirmish kan de speler singleplayer of multiplayer spelen. Voordat het spel begint moet de speler het ras kiezen waarmee gespeeld wordt, en ook met welke commandant. Elke commandant heeft zijn eigen speelstijl. In tegenstelling tot veel andere real-time strategy spellen heeft de speler hier maar één gebouw. Dit gebouw wordt gebruikt om alle eenheden mee te creëren. Upgrades voor de eenheden worden gedaan via het menu van de desbetreffende eenheid. Er zijn twee modi, Victory Point Control mode en Annihilation mode. In de eerste modus moeten spelers bepaalde punten op de map in bezit hebben om zo de punten van de vijand naar nul te brengen. In de tweede modus moet de speler de tegenstander volledig doden.

## Trivia
- Het spel is opgenomen in het boek 1001 Video Games You Must Play Before You Die van Tony Mott.